# Санкт-Михелисдон
Санкт-Михелисдон (нем. Sankt Michaelisdonn) — община в Германии, в земле Шлезвиг-Гольштейн.
Входит в состав района Дитмаршен. Подчиняется амту Бург-Санкт-Михелисдон. Население составляет 3635 человек (на 31 декабря 2010 года). Занимает площадь 23,05 км².
Коммуна подразделяется на 4 сельских округа.